# Lycoriella auberti
Lycoriella auberti är en tvåvingeart som först beskrevs av Seguy 1940.  Lycoriella auberti ingår i släktet Lycoriella och familjen sorgmyggor. Inga underarter finns listade i Catalogue of Life.